# Hans Werthmüller

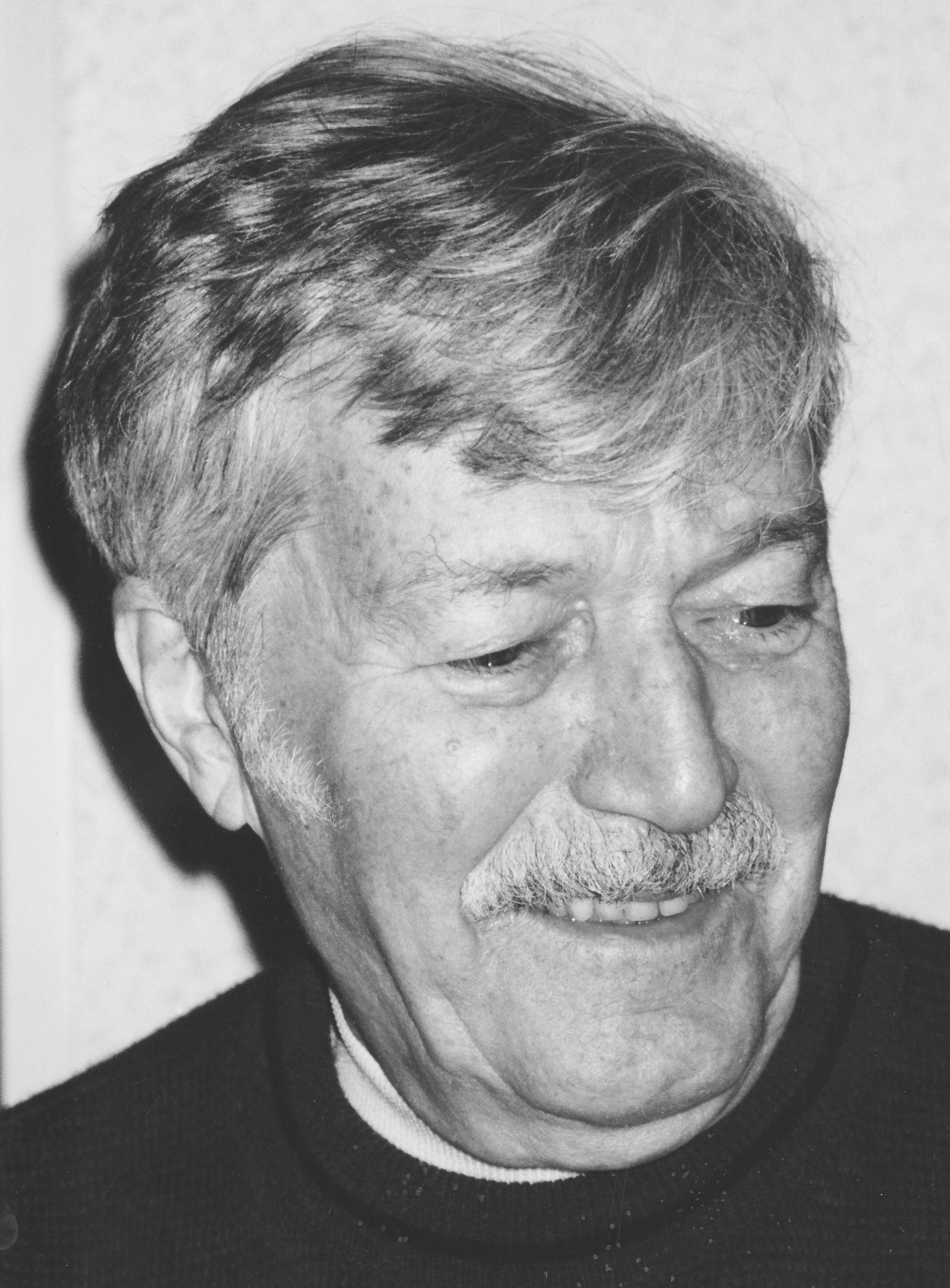
Hans Werthmüller, 1990

Hans Werthmüller (* 23. Juni 1912 in Burgdorf; † 17. Juni 2005 in Frutigen) war ein Schweizer Schriftsteller, Lyriker, Buchhändler und Bryologe.

## Leben
Hans Werthmüller war der Sohn eines Beamten und aktiven Sozialdemokraten, seine Mutter Olinda kam aus einer pietistisch-methodistischen Predigerfamilie und arbeitete halbtags im Büro, um die Familie durchzubringen. Er besuchte in Bern das Humboldtianum, wo er Robert Mächler kennenlernte, mit dem er zeitlebens freundschaftlich verbunden blieb.
Nach abgebrochenen Studien der Germanistik und Geschichte arbeitete er als Redaktionssekretär der Berner Woche, später als Redaktor beim Verlag Paul Haupt, wo er 20 «Berner Heimatbücher» redigierte. 1944 zog er nach Basel, wo er beim Verlag Ernst Reinhardt und anschliessend als Buchhändler im Erasmushaus arbeitete.
Bis 1945 war er oft zusammen mit Ernst Reiss, dem Erstbesteiger des Lhotse, als Alpinist unterwegs in den Berner Alpen. Im Mai 1945 heiratete er Heidi Wolf in Thun; 1946 war die Geburt des ersten Sohns, 1947 der Tochter und 1958 des zweiten Sohns.
Sein 1950 veröffentlichtes philosophisches Werk Der Weltprozess und die Farben – Grundriss eines integralen Analogiesystems wurde von Rudolf Gelpke in seinem Buch Vom Rausch im Orient und Okzident gewürdigt. Karl Jaspers würdigte die Schrift als Ergebnis eines von «Gelassenheit» beherrschten Denkens, «das sich in der Identität des Ewig-Einen» aufgehoben wisse; «Schwermut bei metaphysischer Zuversicht» sei die Grundstimmung dieses Buches.
1952 eröffnete er in Basel eine eigene Buchhandlung. Diese wurde zu einem Treffpunkt von Wissenschaftlern wie Tadeus Reichstein oder dem LSD-Entdecker Albert Hofmann, mit dem er lebenslang befreundet blieb. Weiter verkehrten dort der Philosoph Karl Jaspers, der Kunsthändler Ernst Beyeler, der Biologe Adolf Portmann, der Theologe Karl Barth, der Islamwissenschaftler Rudolf Gelpke und Schriftsteller wie Rainer Brambach, Rolf Hochhuth, Urs Widmer, Walter Muschg, Hansjörg Schneider und Jürg Federspiel.
1962 erfolgte die Veröffentlichung des ersten Gedichtbands Erleuchtete Fensterzeile, der auf positive Reaktionen u. a. von Wilhelm Lehmann, Günter Eich und Walter Muschg stiess. 1970 erschienen die Basler Texte zusammen mit Rainer Brambach und Werner Lutz.
Ab den 1950er Jahren beschäftigte er sich intensiv mit der Bryologie. Vorwiegend in den 1960er Jahren legte er ein Herbarium mit mehr als 800 Laubmoosen an, das 2017 an die Sammlung der Universität Zürich übergeben wurde.
1970 verkaufte er die Buchhandlung und arbeitete von da an als Werbetexter und freier Schriftsteller. 1994 erfolgte die Veröffentlichung der gesammelten Gedichte Zwischen Nochnicht und Nichtmehr.
1998 starb seine Frau; ab 2000 lebte er mit einer Jugendfreundin in Frutigen, wo er am 17. Juni 2005 wenige Tage vor seinem 93. Geburtstag starb.

## Werke
- Der Weltprozess und die Farben, Grundriss eines integralen Analogiesystems. Klett, Stuttgart 1950.
- Erleuchtete Fensterzeile, 49 Gedichte. Fretz & Wasmuth, Zürich 1962.
- Das Jahr des Augenblicks. Fretz und Wasmuth, Zürich 1965.
- Der Rolladen, 45 Gelegenheitsgedichte. Heinzelmann + Kunz, Liestal 1972.
- Das Alter, Dein drittes Leben. Ringier Verlag, Zofingen 1975.
- Tausend Jahre Literatur in Basel. Birkhäuser, Basel 1980.
- Schattenwürfe. Edition Nachtmaschine, Basel 1985.
- Zwischen Nochnicht und Nichtmehr, Gedichte aus drei Jahrzehnten. Janus, Basel 1994.

### Beiträge in Anthologien
- 1964: Jahresring 1964/65. DVA, Stuttgart 1964.
- 1964: Bestand und Versuch. Artemis, Zürich 1964.
- 1970: Basler Texte Nr. 3. Gedichte und Kurzprosa. Pharos, Basel 1970.
- 1974: Gut zum Druck. Artemis, Zürich 1974.
- 1974: Lyrik aus der Schweiz. Benziger, Zürich 1974.
- 1977: Schweizer Lyrik des 20. Jahrhunderts. Benziger, Zürich 1977.
- 1978: Gegengewichte, Lyrik unserer Tage. Blätter für Dichtung, Basel 1978.
- 1978: Belege, Gedichte aus der deutschsprachigen Schweiz seit 1900. Artemis, Zürich 1978.
- 1978: haltla. Basel und seine Autoren. Herausgegeben von Dieter Fringeli. Buchverlag Basler Zeitung, Basel 1978.
- 1982: Letztes Jahr in Basel. Gute Schriften, Basel 1982
- 1988: Evelyn Braun, Dieter Fringeli (Hg.): Wohnhaft in Basel, 25 Autoren und ihre Stadt. GS-Verlag, Basel 1988
- 2002: Die schönsten Gedichte der Schweiz. Nagel & Kimche, München/Wien 2002.
- 2004: Regenwetter-Poesie. Ausgewählt von Bernhard Weber. Intarsien Verlag, Schlieren 2004.
- 2013: Moderne Poesie in der Schweiz. Eine Anthologie von Roger Perret. Limmat Verlag, Zürich 2013.

## Auszeichnungen
- 1963: Literaturpreis Kanton Bern
- 1971: Förderpreis Schweizerische Schillerstiftung «für seine Lyrik»[5]
- 1973: Förderpreis Pro Arte
- 1982: Kulturpreis der Stadt Basel, zusammen mit Rainer Brambach[6]
- 1986: Literaturpreis der Stadt Bern für Schattenwürfe[7]